# Tokamachi
Tokamachi (十日町市 -shi) é uma cidade japonesa localizada na província de Niigata.
Em 2003 a cidade tinha uma população estimada em 42 374 habitantes e uma densidade populacional de 199,15 h/km². Tem uma área total de 212,77 km².
Recebeu o estatuto de cidade a 31 de Março de 1954.

## Cidades-irmãs
- Como, Itália
- Yokohama, Japão
- Sapporo, Japão
- Wako, Japão
- Shibushi, Japão